# George Johnston
Pour les articles homonymes, voir Johnston.
George Johnston (ou Georg Johnston) (20 juillet 1797 – 30 juillet 1855) est un médecin et naturaliste écossais.
Ses travaux de naturalistes ont été très larges, mais ont particulièrement porté sur la botanique et les invertébrés marins.
La publication de « A Catalogue of the British Non-Parasitical Worms in the Collection of the British Museum » en 1865 a été effectuée à titre posthume (lire en ligne).